# Flavius Severus
Flavius Valerius Severus (? – 16. září 307 Tres Tabernae u Říma) byl římský císař panující od srpna 306 do března či dubna 307 v rámci tzv. třetí tetrarchie. Od 1. května 305 do července 306 byl v rámci tetrarchie druhé caesarem západního císaře Constantia I.

## Původ a kariéra
Flavius Severus se narodil v Ilýrii někdy po polovině 3. století, aniž se o jeho rodičích a příbuzenstvu ví něco bližšího. Sloužil od mládí v armádě, kde se vypracoval na důstojníka, a oženil se s neznámou ženou, která mu porodila syna Severiana. Po abdikaci císařů Diocletiana a Maximiana byl 1. května 305 ustanoven caesarem pro oblast Itálie, Afriky, a snad i Panonie. Jeho formálním nadřízeným se stal západní císař Constantius, který převzal moc po Maximianovi.

## Vláda
Když v červenci 306 zemřel císař Constantius, stal se Severus ve smyslu následnického systému tetrarchie novým pánem západu, a v srpnu téhož roku přijal proto plný císařský titul. Vojsko v Británii však prohlásilo za panovníka Constantiova syna Konstantina a o vládu začal v Římě usilovat i syn excísaře Maximiana Maxentius. Tyto zmatky hrozily podkopat celý složitý systém tetrarchie, zavedený Diocletianem.
Z popudu východního císaře Galeria se Severus rozhodl nejprve potlačit Maxentiovu revoltu. Počátkem roku 307 zahájil tažení na Řím, aby obnovil moc tetrarchů v centru západní poloviny impéria. Avšak hradby hlavního města a četné dezerce ho přiměly stáhnout se do Ravenny, kde ho excísař Maximianus asi v březnu nebo dubnu 307 donutil k abdikaci (bylo mu zaručeno, že nebude popraven). Severus pak žil fakticky jako zajatec až do 16. září 307, kdy ho během války Maxentia s Galeriem na Maxentiův příkaz zavraždili. Pohřben byl v hrobce císaře Galliena na via Appia.